# Обход города Омска
Обход города Омска (ОКАД, в разговорном обиходе — «обход») — автомобильная дорога, идущая вокруг Омска. По состоянию на 2013 год функционирует Южный обход, входящий в состав федеральной трассы Р254 «Иртыш» (бывшая М51) Челябинск-Омск-Новосибирск. Протяжённость Южного обхода — 56,6 километра (от деревни Марьяновка до Черлакского тракта. Покрытие дороги по всей длине — асфальтовое, количество полос - 1-2 в каждом направлении.

## Ход строительства
Строительство обходной дороги вокруг Омска началось в 1980-х годах с целью освобождения города от транзитного транспорта. Т.к. основной поток проходит в направлении Запад-Восток, то было принято решение в первую очередь строить объездную дорогу именно в этом направлении. Южный обход Омска был введен в эксплуатацию в 1992 году в составе участка федеральной трассы Р254 «Иртыш» (бывшая М51) Челябинск-Омск-Новосибирск. После этого, по причине отсутствия финансирования новых участков ОКАД построено не было.
В феврале 2013 года начато строительство Западного обхода на участке Федоровка - Александровка, протяженностью 18,5 км. Участок дороги соединит трассы Р254 «Иртыш» Челябинск-Омск-Новосибирск и Р402 Тюмень-Омск, и сформирует полукольцо вокруг Омска с запада и юга. 21 ноября 2015 года Западный обход введен в эксплуатацию.